# Upplands runinskrifter 965
Upplands runinskrifter 965 är en runsten belägen utanför muren till Vaksala kyrka i Uppsala. Stenen står tillsammans med 3 andra stenar, U 962, U 963, U 964.